# Анрі Ей
Анрі Ей (Henri Ey; нар. 10 серпня 1900, Баніюлб-дель-Аспр, департамент Східні Піренеї — 8 листопада 1977, там само) — французький психіатр.

## Біографія
Анрі Ей працював невропатологом і психіатром у госпітальному центрі Святої Анни в 14 окрузі Парижа, де був учнем Анрі Клода (1869—1945) та колегою Жака Лакана (1901—1981) у 1930-х роках. Анрі Ей перейняв концепцію психодинаміки від свого вчителя Клода. Щодо Фрейда та психоаналізу він зайняв позицію, яку можна порівняти з позицією Жака Лакана. Він також займався роботами Ойгена Блейлера. Ей очолив психіатричну лікарню Бонневаль у Бос. Там він проводив колоквіуми, які збирали психоаналітиків, психіатрів і мислителів різних течій.

## Досягнення
1936 року Анрі Ей розробив органодинамічну теорію й таким чином виступав за поєднання неврології та психіатрії, тобто органічної та психологічної точок зору. Лише таким чином психоаналіз мав перейняти спадщину психіатрії, оскільки Ей бачив у ній відгалуження динамічної психіатрії, яка вже виникла у Франції незалежно від Фройда (див. французький віталізм і школа Монпельє).
З 1945 року він був редактором журналу L'évolution psychiatrique, в якому висловлював свої погляди на гуманістичну психіатрію. У 1950 році він заснував Асоціацію всесвітньої психіатрії. Однак, всупереч його намірам, ця асоціація залишалася типовою американською організацією Всесвітньої психіатричної асоціації та віддавала перевагу поведінковому опису для класифікації психіатричних захворювань, відкидаючи динамічні аспекти.
Ставрос Менцос також висловлював жаль з приводу такої тенденції розвитку під впливом психіатричних організацій США. Посилаючись на Анрі Ея, Менцос підкреслює важливість психодинамічної точки зору щодо патогенетичних елементів хвороби, яка пожвавлює обговорення протилежних поглядів на різні концепції захисту / дефекту.

## Вибрані праці
- Manuel de psychiatrie. (mit Bernard und Brisset), Masson 1960. (7. Ausgabe. Masson, Paris 2010, ISBN 978-2-294-71158-9)
- L'Inconscient Desclée de Brouwer, 1966. (Neuausgabe: L'Inconscient: VIe colloque de Bonneval. Bibliothèque des Introuvables, 2006, ISBN 2-84575-187-7)
- La Conscience. PUF, 1963. (Desclée de Brouwer, 1968), dt. Bewusstsein. Übersetzt von Karl Peter Kister, 1967, de Gruyter